# Christophe Ossvald
Christophe Ossvald, né le 25 mars 1737 à Sarralbe dans le duché de Lorraine, mort après 1803, est un général de brigade de la Révolution française.

## États de service
Il entre en service en 1752, et il sert à l'armée royale jusqu'en 1789.
Il est nommé chef d'escadron le 14 novembre 1793, à l'armée du Nord, et il passe chef de brigade du 10e régiment de cuirassiers le 21 mars 1793.
Il est promu au grade de général de brigade provisoire le 22 juin 1794, par le général Kléber, et il est confirmé dans son grade le 13 juin 1795. Du 2 juillet 1794, au 13 février 1797, il est affecté à l'armée de Sambre-et-Meuse.
Le 1er octobre 1795, il commande la cavalerie de la division du général Grenier, puis le 30 mars 1796, il est à la tête de la réserve de cavalerie de la division du général Bonnaud. Le 17 septembre 1796, il est près d'Eschbach avec la division de cavalerie qu'il commande depuis l'absence du Général Bonnaud blessé la veille dans la charge de la bataille de Limbourg. Il a participé à l'invasion du sud-ouest de l'Allemagne et de la Suisse en 1799 par l'Armée du Danube, dans laquelle il est affecté au parc d'artillerie, sous le commandement de Jean Ambroise Baston de Lariboisière.
En 1800, il prend le commandement du département du Mont-Tonnerre. Il est admis à la retraite le 27 août 1803, et il se retire à Worms.
La date et le lieu de son décès sont inconnus.

## Sources
- Georges Six, Dictionnaire biographique des généraux & amiraux français de la révolution et de l'empire, t. 2, Paris, Georges Saffroy, éditeur, 1934, 588 p. (lire en ligne sur Gallica), p. 273.
- (en) « Generals Who Served in the French Army during the Period 1789 - 1814: Eberle to Exelmans »
- Thierry Pouliquen, « Les généraux français et étrangers ayant servis [sic] dans la Grande Armée » (consulté le 20 avril 2014)
- Carnet de la sabretache: revue d'histoire militaire rétrospective, volume 2, Berger Levrault, paris, 1906, p. 340.
- Georges Six, Dictionnaire biographique des généraux & amiraux français de la Révolution et de l'Empire (1792-1814), Paris : Librairie G. Saffroy, 1934, 2 vol., p. 273